# 'A storia 'e nisciuno
'A storia 'e nisciuno è un singolo interpretato da Nino D'Angelo, scritto dallo stesso D'Angelo con la collaborazione di Nuccio Tortora. È stato presentato in gara al Festival di Sanremo 2003, dove si è classificato 11º. Gli arrangiamenti e la direzione d'orchestra sono di Nuccio Tortora.

## Descrizione
Il brano racconta la storia di un camorrista ormai vecchio, che ripensa alla sua vita e ai tanti errori compiuti, di cui la coscienza gli chiede conto. Il pezzo appare scritto per due voci, ma D'Angelo la canta da solo, a rimarcare che si tratta della stessa persona: da una parte, una voce melodica che invoca immagini di mare e vita; dall'altra, una voce rauca e dura, a simboleggiare la coscienza del camorrista.

## Tracce
Testi e musiche di Nino D'Angelo e Carmine Tortora.
1. 'A storia 'e nisciuno – 4:03